# Hervé Gallet
Hervé Gallet est un chef décorateur et directeur artistique de cinéma français.

## Filmographie

### En tant que chef décorateur

#### Longs métrages
- 2003 : À la petite semaine de Sam Karmann
- 2004 : Atomik Circus, le retour de James Bataille de Didier et Thierry Poiraud
- 2005 : Je préfère qu'on reste amis... d’Éric Toledano et Olivier Nakache
- 2007 : Scorpion de Julien Seri
- 2009 : Tellement proches d’Éric Toledano et Olivier Nakache
- 2009 : Jusqu'à toi de Jennifer Devoldère
- 2010 : L'Arnacœur de Pascal Chaumeil
- 2010 : Je n'ai rien oublié de Bruno Chiche
- 2011 : Et soudain, tout le monde me manque de Jennifer Devoldère
- 2012 : Un plan parfait de Pascal Chaumeil
- 2016 : Ma famille t'adore déjà ! de Jérôme Commandeur et Alan Corno
- 2016 : Raid dingue de Dany Boon
- 2018 : La Ch'tite Famille de Dany Boon
- 2019 : All Inclusive de Fabien Onteniente

Prochainement
- 2020 : Chacun pour soi de Michèle Laroque (postproduction)

#### Court métrage
- 2003 : Carcan de Stéphane Levallois

#### Séries télévisées
- 2015 : Le Secret d'Élise (6 épisodes)
- 2017 : La Mante (6 épisodes)
- 2019 : Le Bazar de la Charité (8 épisodes)

### En tant que directeur artistique
- 2000 : Vatel de Roland Joffé
- 2001 : Vidocq de Pitof